# Cheonguk-ui upyeonbaedalbu
Cheonguk-ui upyeonbaedalbu è un film del 2009 diretto da Lee Hyung-min.
Il film fa parte del progetto "Telecinema7": sette lungometraggi drammatici realizzati in collaborazione tra registi televisivi sudcoreani e sceneggiatori giapponesi. Il film è uscito nei cinema in Corea l'11 novembre 2009 mentre in Giappone è uscito il 29 maggio 2010.

## Trama
Jae-Joon è un giovane postino particolare in quanto si tratta di un postino del cielo, il quale consegna le lettere che le persone scrivono ai loro cari che sono in cielo.
Un giorno conosce Ha-Na, la quale ha scritto una lettera piena di risentimento verso l'uomo morto che lei amava. Tra i due scoppia l'amore, ma ci sono alcuni problemi perché ad un postino del cielo non è permesso amare un essere umano...